# Simone Boccanegra

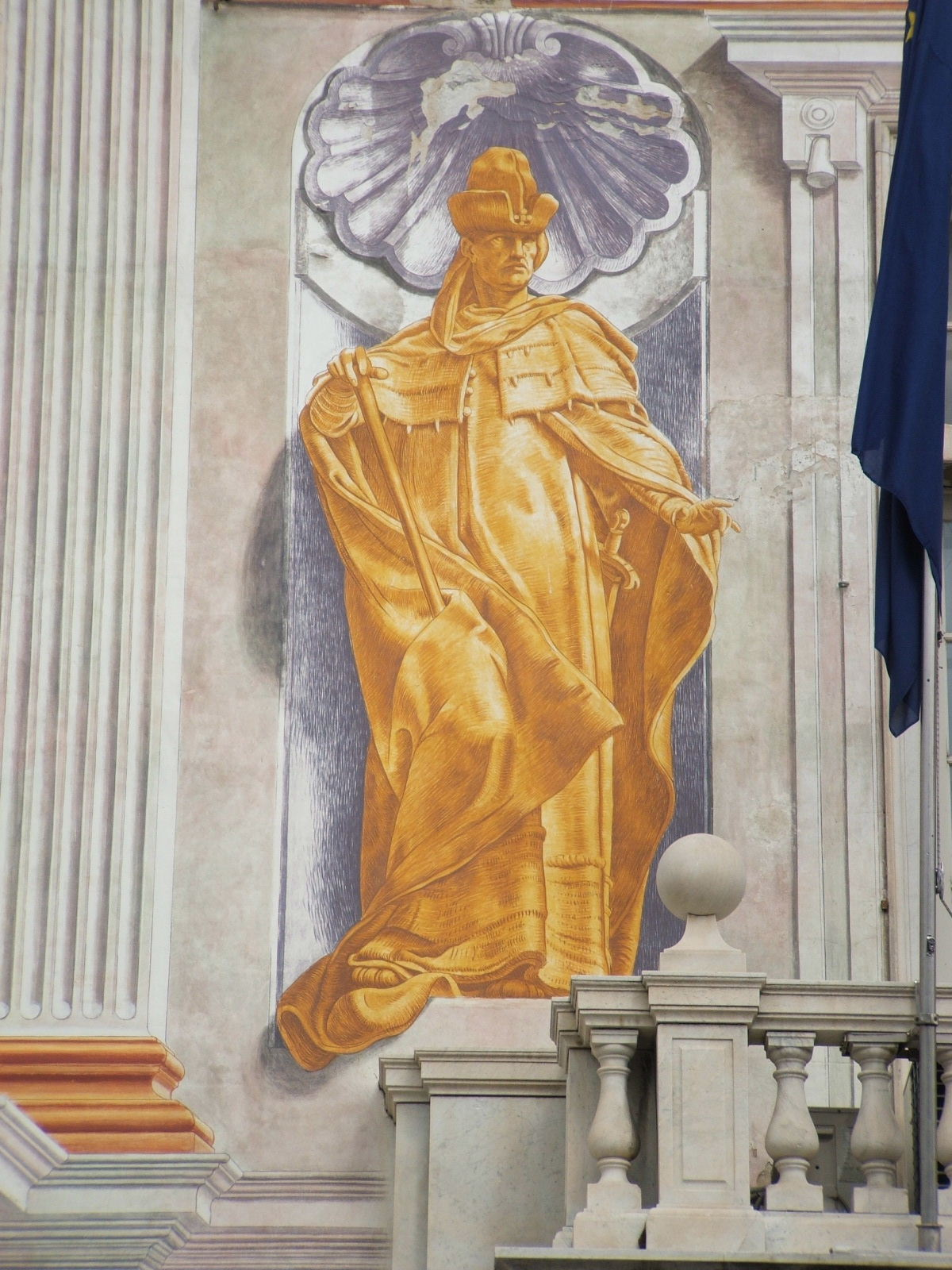
Mogelijke voorstelling van Simone (of Guglielmo) Boccanegra aan het Palazzo San Giorgio (Genua).

Simone Boccanegra ( - 14 maart 1363) was een kleinzoon van Guglielmo Boccanegra (de eerste podestà en capitano del popolo (regent) van de Republiek Genua en was de eerste - voor het leven verkozen - doge van Genua.
Hij werd op 24 september 1339 als kandidaat van de Ghibellijnen tot doge verkozen. De hoofden van de Welfen-partij (Doria, Spinola, Grimaldi en Fieschi) leden door hem nederlagen.
Ze vormden daarom een machtige bond en sloegen in 1344 het beleg op voor Genua. Hierop werd hij tijdens een door hem bijeengeroepen volksvergadering op 23 december gedwongen van zijn waardigheid afstand te doen.
Daarop nam Boccanegra de wijk naar Pisa, doch keerde weldra terug om zijn partij te wapenen en zich in 1356 weer meester te maken van het gezag. Rond 1357 bond hij de strijd aan met Karel I van Monaco, heer van Monaco en admiraal van Frankrijk, en nadat deze laatste in de strijd was gevallen, werd de rots van Monaco terug onder het Genuese gezag gebracht.
Onder zijn bewind maakten de Genuezen zich ook meester van het eiland Chio, en versloegen de Tataren, die Caffa hadden belegerd.
Hij stierf in 1363 aan vergif.